# Quercus carrissoana
Quercus carrissoana är en bokväxtart som beskrevs av Aimée Antoinette Camus. Quercus carrissoana ingår i släktet ekar, och familjen bokväxter. Inga underarter finns listade.